# Adontosternarchus nebulosus
Adontosternarchus nebulosus är en fiskart som beskrevs av John G. Lundberg och Cox Fernandes 2007. Adontosternarchus nebulosus ingår i släktet Adontosternarchus och familjen Apteronotidae. Inga underarter finns listade i Catalogue of Life.